# Zossen (Berga-Wünschendorf)

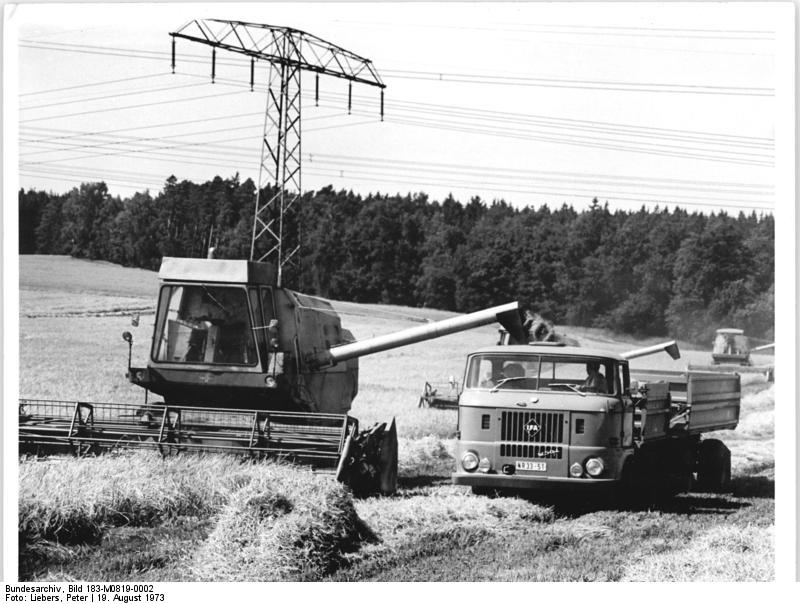
Arbeiten der LPG Zossen 1973

Zossen ist ein Ortsteil der Stadt Berga-Wünschendorf im Landkreis Greiz in Thüringen.

## Geografie
Zossen liegt an der Bundesstraße 92 von Greiz nach Gera westlich der Weißen Elster in einem kupierten Gelände der westlichen Elsteraue. Zudem führt durch die Gemarkung die Bahnstrecke Gera-Greiz-Weischlitz.

## Geschichte
Am 4. Oktober 1209 wurde Zossen erstmals urkundlich erwähnt. Seit dem 1. Juli 1950 gehört der Ort zu Wünschendorf/Elster. Mit Wünschendorf kam der Ort am 1. Januar 2024 zur Stadt Berga-Wünschendorf.
In Zossen bestand eine LPG. Nach einer Verlegung ihres Betriebssitzes nach Köckritz firmiert sie heute als Agrargenossenschaft Osterland.
Die Maschinen der ehemaligen Klostermühle Mildenfurth wurden von der LPG Zossen und der Agrargenossenschaft Osterland für die Mischfutterproduktion genutzt. Am 30. Oktober 1999 wurde die Produktion eingestellt. Zuvor waren die Anlagen noch modernisiert worden.